# La esposa anónima
La esposa anónima (título original en inglés Private Number) es una película estadounidense de 1936, dirigida por Roy Del Ruth y protagonizada por Loretta Young, Robert Taylor y Basil Rathbone.
Está basada en la obra de teatro Common Clay, escrita en 1915 por Cleves Kinkead, que había sido llevada al cine ya dos veces, en 1919 y 1930. En la versión de 1936, realizada después de la entrada en vigor del denominado Código Hays, se cambiaron elementos de la trama y se dejaron fuera escenas de las primeras versiones por ser consideradas provocativas.

## Argumento
Ellen Neal es contratada como sirvienta en la mansión de la familia Winfield, donde el mayordomo Wroxton gobierna de forma tiránica a todo el servicio. Wroxton intenta conquistar a la joven Ellen, pero durante las vacaciones veraniegas Ellen y el hijo de los Winfield inician un romance. Contraen matrimonio en secreto y ella queda embarazada.